# 山口県立下松工業高等学校
山口県立下松工業高等学校（やまぐちけんりつ くだまつこうぎょうこうとうがっこう）は、山口県下松市美里町四丁目に所在する公立の工業高等学校。総合選択制を取り入れている。略称は「下工」（くだこう）。

## 設置学科

### 全日制
（総合選択制）
- システム機械科
- 電子機械科
- 情報電子科
- 化学工業科

### 定時制
- 機械科

## 沿革
- 1921年4月 - 山口県立下松工業学校設置。当初は隣接する公集尋常小学校（現在の下松市立公集小学校）の校舎の一部を借りてのスタートであった
- 1944年4月 - 山口県立下松第二工業学校設置
- 1948年4月 - 山口県立下松工業学校及び山口県立下松第二工業学校はそれぞれ山口県立下松工業高等学校、山口県立下松第二工業高等学校となる
- 1949年4月 - 山口県立下松第二工業高等学校が山口県立下松工業高等学校に併合される
- 1962年4月 - 熊毛郡田布施町に田布施分校を設置
- 1984年4月 - 田布施分校を山口県立田布施工業高等学校として分離･独立させる
- 1993年4月 - 電子機械科設置
- 2003年4月 - 全日制機械科をシステム機械科に、電気科を情報電子科に学科改変

## 校章
- 校章は桜の花の中に「山工」の文字が縦に入っており、宇部市にある宇部工業高校の校章も同様である。これは、開校当時において、山口県立の工業系学校が宇部工業学校（宇部工業高校の前身。最初の山口県立の工業学校を起源とする）と2校のみであったことと関係する。

## 校歌
- この学校の校歌は「下松工業」「下松工業高校」など、学校名を直接示す語句が含まれていない。その代わり、3番の歌詞には本校を示す「山松工」（さんしょうこう）の語句が入っている。

## 同窓会
- 同窓会としては社団法人格を有する「一般社団法人下松工業会」。以前は下松駅前に独自のビルを持っていた。(2020年12月売却)[1]
- 会長 内山和美（2022年5月～）

## 著名な出身者
- 飯田宏行（元プロ野球選手）
- 石川達紘（元名古屋高検検事長、東京地検検事正、東京地検特捜部長、検察官・弁護士）
- 高村良嘉（元プロ野球選手）
- 轟渡（大和町町長・政治家）応用化学科卒業
- 高光凌  (ハンドボール選手・大﨑オーソル所属)

## アクセス
- JR山陽本線下松駅北口より防長交通バス　平田バス停下車、徒歩5分
- JR山陽本線下松駅より自転車で10分
- JR岩徳線周防花岡駅より自転車で15分

駅から離れているため自転車通学の生徒が多い

## その他
- 工業のさかんな地域である周南学区においては、工業系の学科を設置する学校が3校（下松工業高校・徳山商工高校・南陽工業高校）あるが、本校はそのうちの一校。普通科ではないので、入学試験に際して学区の制限は受けない。
- 周南学区の工業系高校の中では、唯一定時制課程を設置する。
- 旧海軍で使用された軽便鉄道蒸気機関車（愛称・下工弁慶号=くだこうべんけいごう）がかつて校庭に保存されていた。1981年に動態復元されたのちに各地で運行・展示され、現在は下松市役所グリーンプラザ展示格納庫で保存されている。